# Vagiz Galiulin
Vagiz Galiulin (en ruso: Вагиз Галиулин, 10 de octubre de 1987) es un futbolista uzbeko que juega como centrocampista en el F. C. Andijon de la Super Liga de Uzbekistán.

## Selección nacional
Es internacional por Uzbekistán.

## Palmarés

### Campeonatos nacionales
| Título                | Club              | País  | Año  |
| --------------------- | ----------------- | ----- | ---- |
| Liga Premier de Rusia | F. C. Rubín Kazán | Rusia | 2008 |
| Liga Premier de Rusia | F. C. Rubín Kazán | Rusia | 2009 |
| Supercopa de Rusia    | F. C. Rubín Kazán | Rusia | 2010 |
| Copa de Rusia         | F. C. Tosno       | Rusia | 2018 |